# Edna Ferber
Edna Ferber (n. 15 august 1885, Kalamazoo, Michigan – d. 16 aprilie 1968, New York City) a fost o scriitoare americană de origine maghiară.

## Biografie
Ferber a fost fiica unui emigrant maghiar. În romanele sale, scriitoarea descrie viața și obiceiurile americane de la constituirea Statelor Unite ale Americii și până în prezent.
În operele ei, femeile ocupă frecvent un rol central. În 1924 scriitoarei i s-a decernat Premiul Pulitzer pentru romanul „So Big” (în traducere „O femeie singură”).
Numeroase romane ale ei au fost transpuse pe scenă sau ecran ca de exemplu Show Boat, Giant, Ice Palace, Saratoga Trunk, Cimarron (premiat cu Oscar).

## Opere mai importante
- The girls (1921)
- So Big (1924)
- Show Boat (1926),
- Come and get It (1935)
- Giant (1952).

## Ecranizări
- 1931 -- Cimarron, regia Wesley Ruggles
- 1933 -- Dinner at eight
- 1936 -- Come and get it)
- 1937 -- Stage door
- 1945 -- Saratoga Trunk
- 1951 -- Show Boat
- 1953 -- So big
- 1955 -- Giant
- 1959 -- Ice Palace
- 1960 -- Cimarron, regia Anthony Mann